# 鐵氏捲管螺
鐵氏捲管螺（学名：Philbertia tippetti）为捲管螺科粗切嘴螺屬下的一个种。